# Lijst van rijksmonumenten in Hoog Soeren
De plaats Hoog Soeren telt 18 inschrijvingen in het rijksmonumentenregister. Hieronder een overzicht. 
| Object                                                                                       | Oorspronkelijke functie? | Bouwjaar                    | Architect           | Locatie                | Coördinaten?                  | Nr.?   | Afbeelding                                                                                   |
| -------------------------------------------------------------------------------------------- | ------------------------ | --------------------------- | ------------------- | ---------------------- | ----------------------------- | ------ | -------------------------------------------------------------------------------------------- |
| Terrein waarin een grafheuvel                                                                | Archeologisch monument   | Neolithicum en/of Bronstijd |                     |                        | 52° 13' 60" NB, 5° 51' 29" OL | 45163  | Upload foto                                                                                  |
| Terrein waarin een grafheuvel                                                                | Archeologisch monument   | Neolithicum en/of Bronstijd |                     |                        | 52° 14' 22" NB, 5° 51' 40" OL | 45164  | Upload foto                                                                                  |
| Terrein waarin 6 grafheuvels                                                                 | Archeologisch monument   | Neolithicum en/of Bronstijd |                     |                        | 52° 14' 45" NB, 5° 52' 54" OL | 45165  | Upload foto                                                                                  |
| Terrein waarin 2 grafheuvels                                                                 | Archeologisch monument   | Neolithicum en/of Bronstijd |                     |                        | 52° 13' 42" NB, 5° 52' 18" OL | 45166  | Terrein waarin 2 grafheuvels                                                                 |
| Terrein waarin 5 grafheuvels en een urnenveld                                                | Archeologisch monument   | Bronstijd en/of IJzertijd   |                     |                        | 52° 13' 17" NB, 5° 52' 56" OL | 45167  | Terrein waarin 5 grafheuvels en een urnenveld                                                |
| Terrein waarin een grafheuvel                                                                | Archeologisch monument   | Neolithicum en/of Bronstijd |                     |                        | 52° 13' 17" NB, 5° 52' 56" OL | 45168  | Terrein waarin een grafheuvel                                                                |
| Terrein waarin een grafheuvel                                                                | Archeologisch monument   | Neolithicum en/of Bronstijd |                     |                        | 52° 13' 12" NB, 5° 53' 5" OL  | 45169  | Terrein waarin een grafheuvel                                                                |
| Terrein waarin 3 grafheuvels                                                                 | Archeologisch monument   | Neolithicum en/of Bronstijd |                     |                        | 52° 12' 56" NB, 5° 52' 21" OL | 45170  | Terrein waarin 3 grafheuvels                                                                 |
| Terrein waarin een grafheuvel                                                                | Archeologisch monument   | Neolithicum en/of Bronstijd |                     |                        | 52° 13' 11" NB, 5° 53' 44" OL | 45171  | Terrein waarin een grafheuvel                                                                |
| Terrein waarin een grafheuvel                                                                | Archeologisch monument   | Neolithicum en/of Bronstijd |                     |                        | 52° 12' 53" NB, 5° 53' 44" OL | 45172  | Upload foto                                                                                  |
| Terrein waarin een grafheuvel                                                                | Archeologisch monument   | Neolithicum en/of Bronstijd |                     |                        | 52° 12' 38" NB, 5° 53' 34" OL | 45173  | Upload foto                                                                                  |
| Terrein waarin een grafheuvel                                                                | Archeologisch monument   | Neolithicum en/of Bronstijd |                     |                        | 52° 12' 48" NB, 5° 53' 7" OL  | 45174  | Upload foto                                                                                  |
| Echoput                                                                                      | Straatmeubilair          | ca. 1810                    |                     | Amersfoortseweg bij 86 | 52° 13' 60" NB, 5° 52' 41" OL | 8159   | Meer afbeeldingen                                                                            |
| Voormalige dubbele boswachterswoning met stalgebouw                                          | Dienstwoning             | 1865-1880                   |                     | Hoog Soeren 124        | 52° 13' 11" NB, 5° 52' 41" OL | 514586 | Voormalige dubbele boswachterswoning met stalgebouw                                          |
| Vrijstaand woonhuis                                                                          | Woonhuis                 | 1929                        | Cor de Graaff       | Hoog Soeren 66II       | 52° 13' 8" NB, 5° 52' 11" OL  | 514588 | Meer afbeeldingen                                                                            |
| Transformatorhuisje, van het type B1R, gebouwd in een stijl geënt op de Nieuwe Haagse School | Nutsbedrijf              | ca. 1925                    | Gerrit Versteeg sr. | Hoog Soeren bij 99     | 52° 13' 12" NB, 5° 52' 41" OL | 514589 | Transformatorhuisje, van het type B1R, gebouwd in een stijl geënt op de Nieuwe Haagse School |
| De Roode Pan                                                                                 | Woonhuis                 | ca. 1915                    |                     | Hoog Soeren 88         | 52° 13' 20" NB, 5° 52' 11" OL | 514590 | De Roode Pan                                                                                 |
| Houten woonhuis "De Riethoeve"                                                               | Woonhuis                 | 1929                        | Martin Huigen       | Hoog Soeren 72         | 52° 13' 15" NB, 5° 52' 5" OL  | 514594 | Houten woonhuis "De Riethoeve"                                                               |